# Amy Pieters
Amy Pieters (Haarlem, 1 de juny de 1991) és una exciclista neerlandesa que va competir en ruta i en pista. Després d'un accident greu el desembre 2021, va estar en coma durant quatre mesos.
El seu pare Peter, el seu germà Roy, i el seu tiet Sjaak, han estat ciclistes professionals.

## Palmarès en pista
- 2010
  -  Campiona dels Països Baixos en Madison (amb Roxane Knetemann)
- 2012
  -  Campiona d'Europa sub-23 en Persecució
- 2013
  -  Campiona dels Països Baixos en Madison (amb Kelly Markus)
- 2014
  -  Campiona dels Països Baixos en Madison (amb Kelly Markus)
- 2015
  -  Campiona dels Països Baixos en Scratch

### Resultats a laCopa del Món
- 2011-2012
  - 1r a Astanà, en Persecució per equips

## Palmarès en ruta
- 2014
  - 1a a l'Omloop Het Nieuwsblad
  - 1a al Gran Premi Stad Waregem
  - Vencedora d'una etapa al Ladies Tour of Qatar
- 2015
  - 1a al Gran Premi Stad Waregem
  - Vencedora d'una etapa a la Ruta de França
- 2016
  - 1a a l'A través de Flandes
  - Vencedora d'una etapa a la Ruta de França
  - Vencedora d'una etapa al The Women's Tour
- 2017
  - 1a a l'Open de Suède Vårgårda TTT
  - Vencedora d'una etapa al Healthy Ageing Tour
  - Vencedora d'una etapa al The Women's Tour
- 2018
  - 1a a l'Univé Tour de Drenthe
  - 1r al Gran Premi de Plouay Bretagne
  - 1r al Healthy Ageing Tour i vencedor de 2 etapes
  - Vencedor d'una etapa de l'Emakumeen Euskal Bira
- 2019
  -  Campiona del món en contrarellotge per equips mixts
  -  Campiona d'Europa en ruta
  -  Campiona d'Europa en contrarellotge per equips mixts
  - Vencedora d'una etapa al The Women's Tour
- 2021
  -  Campiona dels Països Baixos en ruta
  - 1r a la Nokere Koerse